# دوري أبطال العرب 2003–04
دوري أبطال العرب 2003–04 هي النسخة الأولى من دوري أبطال العرب ولعبت في الفترة ما بين 24 أكتوبر 2003 و27 يونيو 2004.
تنافس 32 فريق مثلوا دول عربية من آسيا وأفريقيا.
فاز النادي الصفاقسي التونسي على الإسماعيلي المصري في النهائي.

## الدور الأول

### منطقة آسيا
| الفريق الأول  | إجم.    | الفريق الثاني | مباراة الذهاب | مباراة الإياب |
| ------------- | ------- | ------------- | ------------- | ------------- |
| الجيش         | 3–3 (خ) | الهلال        | 2–2           | 1–1           |
| الأقصى        | 3–4     | الزوراء       | 1–3           | 2–1           |
| أولمبيك بيروت | 2–2 (خ) | الوحدات       | 1–2           | 1–0           |
| القادسية      | 1–3     | أهلي جدة      | 1–2           | 0–1           |
| الرفاع        | 4–4 (خ) | الكويت        | 4–2           | 0–2           |
| النصر         | 3–4     | الفيصلي       | 2–0           | 1–4           |
| اتحاد حلب     | 0–2     | اتحاد جدة     | 0–0           | 0–2           |
| شعب إب        | 2–5     | الطلبة        | 1–1           | 1–4           |

### منطقة أفريقيا
| الفريق الأول    | إجم. | الفريق الثاني         | مباراة الذهاب | مباراة الإياب |
| --------------- | ---- | --------------------- | ------------- | ------------- |
| النادي الصفاقسي | 5–3  | هلال بنغازي           | 3–1           | 2–2           |
| نادي نواذيبو    | 2–7  | الزمالك               | 1–2           | 1–5           |
| الهلال          | 3–7  | الترجي                | 3–1           | 0–6           |
| المغرب الفاسي   | 2–3  | اتحاد البليدة         | 1–3           | 1–0           |
| اتحاد طرابلس    | 2–5  | النجم الرياضي الساحلي | 1–5           | 1–0           |
| مولودية وهران   | 3–7  | الإسماعيلي            | 1–1           | 2–6           |
| حسنية أغادير    | 0–3  | الأهلي                | 0–0           | 0–3           |
| المريخ          | 1–5  | نصر حسين داي          | 0–2           | 1–3           |

## روابط خارجية
- Arab Champions' League 2003/04 - rsssf.com